# Haplostachys munroi
Haplostachys munroi là một loài thực vật có hoa trong họ Hoa môi. Loài này được C.N.Forbes mô tả khoa học đầu tiên năm 1916.